# Xyris rubromarginata
Xyris rubromarginata är en gräsväxtart som beskrevs av Robert Kral och Lyman Bradford Smith. Xyris rubromarginata ingår i släktet Xyris och familjen Xyridaceae. Inga underarter finns listade i Catalogue of Life.